# Sarcolaena
Sarcolaena é um género botânico pertencente à família Sarcolaenaceae.
1. ↑  «Sarcolaena — World Flora Online». www.worldfloraonline.org. Consultado em 19 de agosto de 2020